# I dynastia z Ur
I dynastia z Ur – panowała w latach ok. 2500-2400 p.n.e. Wspomina o niej Sumeryjska lista królów. Czasy sprawowania władzy przez znanych z inskrypcji jej przedstawicieli Mesanepadę, Aanepadę i Meskiagannę charakteryzują się okresem świetności politycznej, gospodarczej i kulturalnej Sumeru. W archeologii rządy tej dynastii nazywane są okresem wczesnodynastycznym. Były to jednak czasy niespokojne, bowiem władcy ensi poszczególnych miast-państw po objęciu rządów w rodzinnym ośrodku zaczęli dążyć do zapewnienia sobie hegemonii nad całym krajem. Powodowało to ciągłe wojny i powstawanie najczęściej krótkich dynastii, znanych z listy królów. Z zachowanych inskrypcji wiadomo, że Mesannepadda podbił Kisz i Uruk.
Najważniejsze pomniki z tego okresu wiążą się z tzw. grobami królewskimi z Ur. Trudno jest ustalić datę ich powstania. Z tego powodu niektórzy badacze wysuwają tezy, że zostały wzniesione tuż  przed I dynastią z Ur. Są to bogato wyposażone, prostokątne komory o grubych murach i dają w przybliżeniu obraz sztuki, religii i osiągnięć cywilizacji sumeryjskiej z połowy III tysiąclecia p.n.e.
Odkrycia ich dokonał Leonard Woolley, który na cmentarzysku nieopodal Ur natknął się groby wyróżniające się wyposażeniem. Było ich około 16. Nazwał je „królewskimi”, choć są zdania, że mogły należeć do kapłanów z najwyższych kręgów Ur. Groby składały się z kilku komór, zbudowanych z kamienia i cegieł. Większość  została splądrowana już w starożytności, ale kilka przetrwało, dzięki czemu możemy poznać obrzędy grzebalne i przedmioty z nim związane
Do najlepiej zachowanych  należał grób „królowej” Pu-abi. Spoczywała na drewnianych narach. Zdobiła ją biżuteria: złota przepaska długa na 8 m owijana wokół peruki zwieńczona z naszyjników w formie kwiatów i liści ze złota. Całość była przetykana paciorkami z lapis lazuli. Wśród przedmiotów znalazły się: sztandar z Ur, harfa, wóz bojowy, posążek koziołka ze złota.
Największa tajemnica grobów królewskich z Ur wiąże się z osobami, które towarzyszyły Pu-abi. Obok „królowej” znaleziono ciała ok. 25 osób, w tym dam dworu, harfiarza, żołnierzy. W sąsiednim grobie Abargi orszak pogrzebowy liczył ok. 60 osób (jak przypuszczają archeolodzy głównie konkubiny).
Do dziś nie wyjaśniono dlaczego w tym okresie doszło do tak specyficznej ceremonii, która wcześniej ani później w Sumerze już nie wystąpiła. Jedynie kilka grobów z Kisz z tego samego okresu wskazują  podobne cechy.
Wśród grobów odkryto też złoty hełm Meskalamduga.